# Rainy (rivière du secteur de Pelorus)
La rivière Rainy  du secteur de Pelorus (en anglais : Rainy River) est un court cours d’eau du nord-est de la région de Tasman située dans l’Île du Sud de la Nouvelle-Zélande.

## Géographie
Elle s’écoule vers le nord à partir de la chaîne de « Richmond Range » et va jusque dans le fleuve Pelorus, qu’elle atteint à cinq kilomètres à l’ouest du pont de Pelorus Bridge (en) .